# Арчибалд Хил
 Арчибалд Вивиан Хил (на английски: Archibald Vivian Hill) е британски физиолог, един от основателите на разнообразните дисциплини на биофизиката и операционните изследвания. Носител на Нобелова награда за физиология или медицина (1922 г.) за изясняването на производството на топлина и механичната работа на мускулите.

## Биография
Роден в Бристъл, Хил получава образованието си в училището на Блъндъл и завършва Тринити Колидж. Докато все още е студент в Тринити Колидж, той извежда през 1909 г. това, което става известно като уравнението на Лангмюр.